# Museo diocesano (Rieti)
Il Museo diocesano dei beni ecclesiastici di Rieti è un percorso museale che si snoda tra gli ambienti della cattedrale e quelli del Palazzo Vescovile, in cui sono esposte opere di arte sacra ed oggetti liturgici di proprietà della diocesi di Rieti.

## Storia

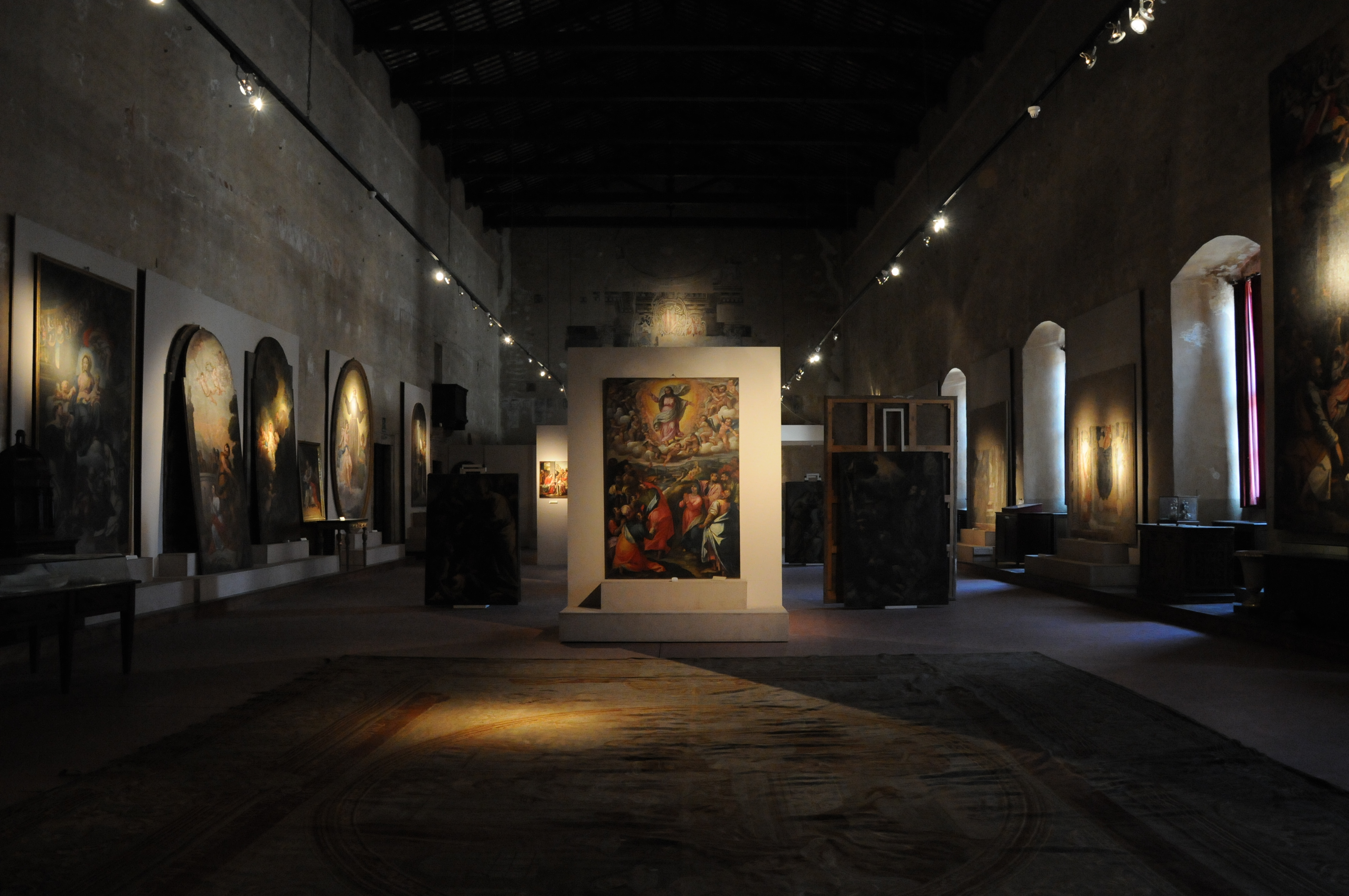
La pinacoteca diocesana, nel salone delle udienze del Palazzo Vescovile

Bonaventura Quintarelli, vescovo di Rieti dal 1895 alla morte nel 1915, raccolse in un corridoio del Palazzo Vescovile una collezione di oggetti liturgici ed opere d'arte, rimaste incustodite nelle chiese rurali abbandonate e negli ex conventi della diocesi od acquistate dalle collezioni di privati, che alla sua morte fu lasciata in donazione al Museo civico di Rieti.
Il Museo del Tesoro del Duomo fu inaugurato nel 1974 dal vescovo di Rieti Dino Trabalzini; vi furono esposti arredi ed oggetti liturgici della cattedrale ed opere provenienti da chiese abbandonate della diocesi. L'allestimento, all'interno del battistero di San Giovanni in Fonte, fu curato da Luisa Mortari, conoscitrice della storia dell'arte locale che nel 1961 aveva catalogato e riordinato la collezione del Museo civico.
Per volere di Delio Lucarelli, vescovo di Rieti dal 1997 al 2015, il museo fu riordinato ed ampliato. Nel dicembre 2004 furono così aggiunti al museo l'ambulacro che separa i due corpi di fabbrica della cattedrale e del palazzo dei Papi (in cui trovarono posto lapidi ed epigrafi) e gli ambienti delle sagrestie della Venerabile Compagnia delle Stimmate di San Francesco, adiacenti alla cripta della cattedrale; nel 2005 si aggiunse il salone delle Udienze del Palazzo Papale (dove fu allestita la Pinacoteca diocesana).
Nel 2011 ha ricevuto la targa Herity, riconoscimento per la rilevanza dei beni, il grado di conservazione, la qualità dei servizi, l'impegno in ricerca e comunicazione.

## Descrizione

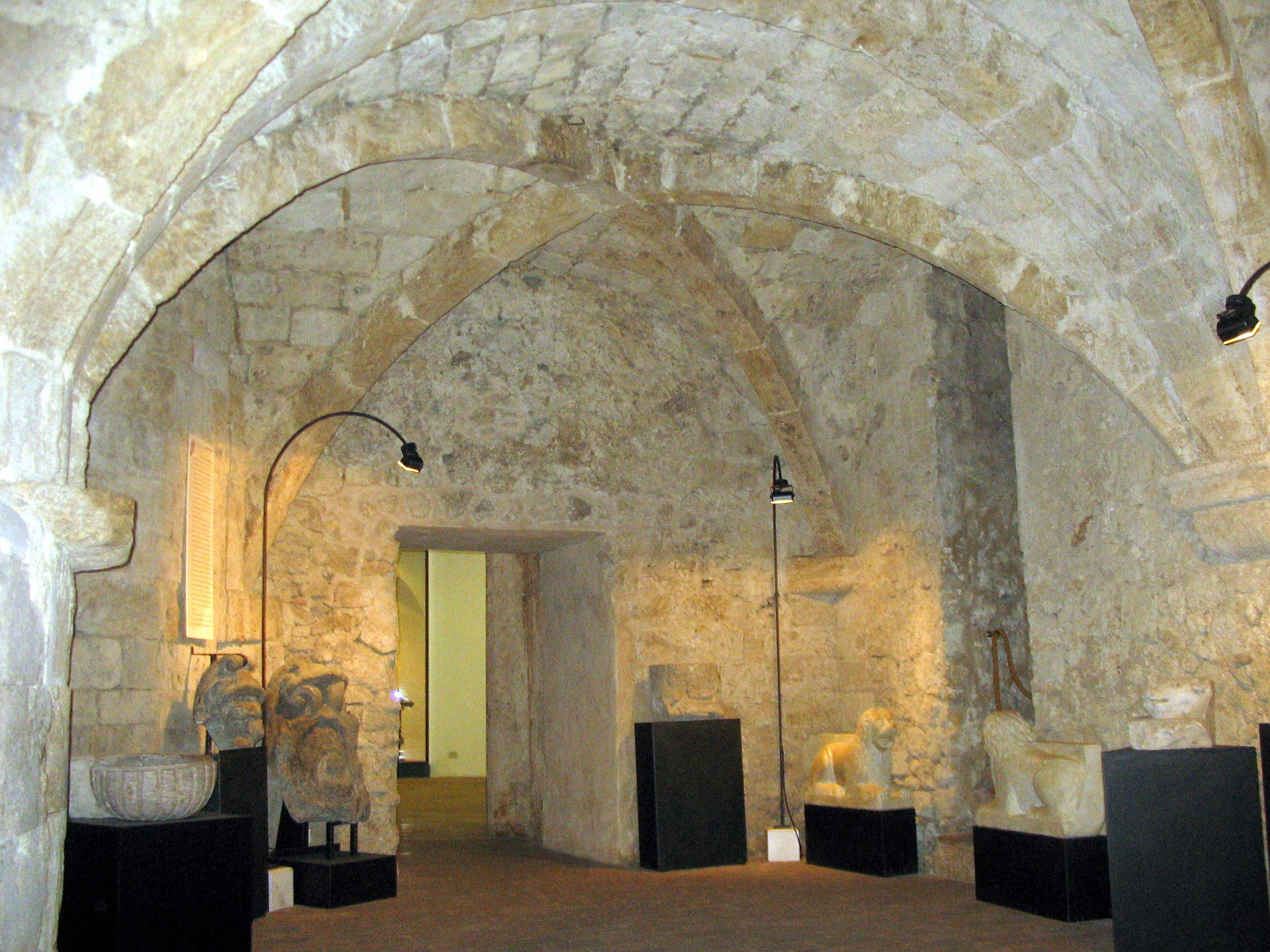
Il lapidario

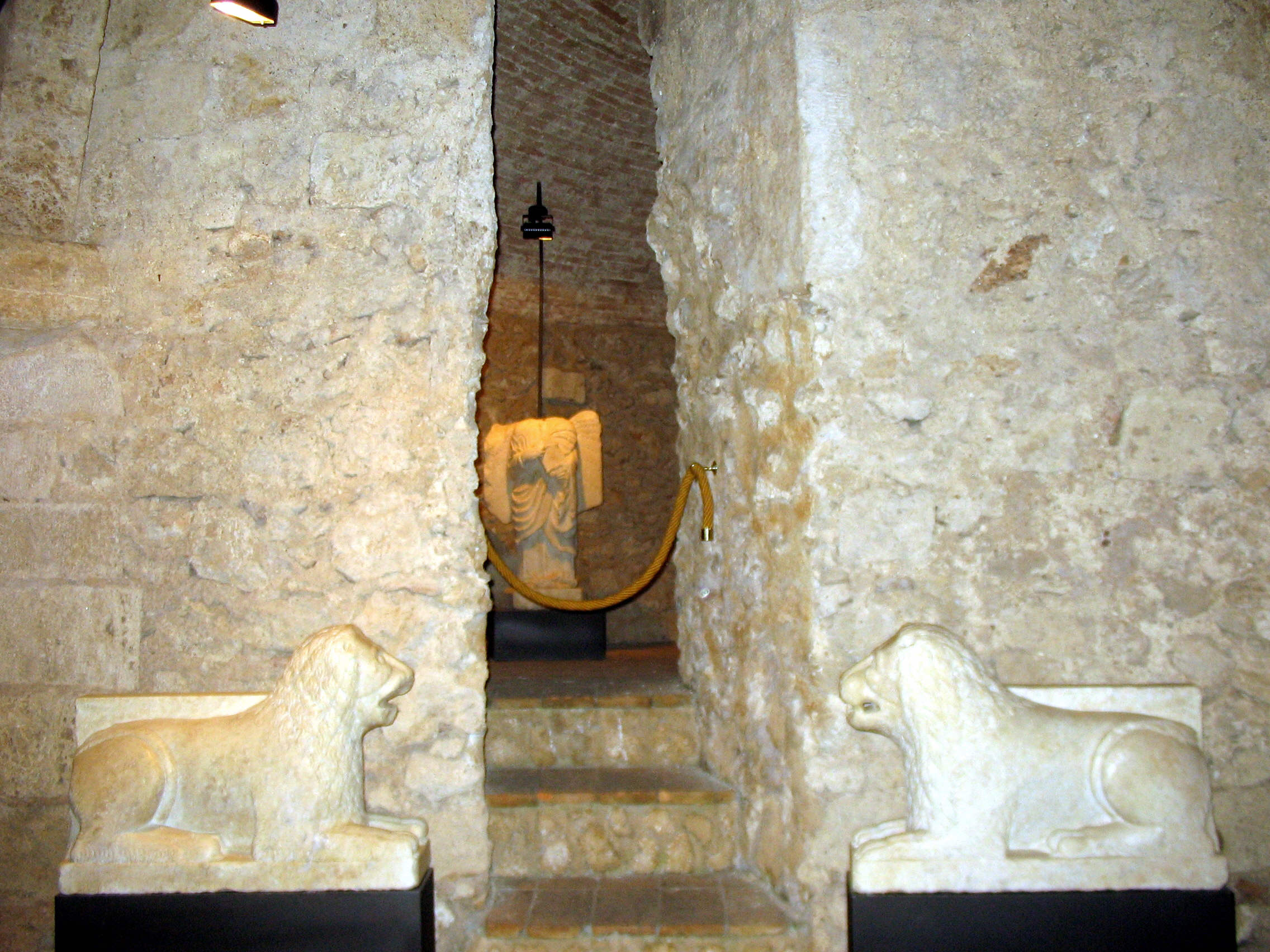
Lapidario - coppia di leoni (XII secolo) ed angelo acefalo, a "guardia" dell'ingresso alle sepolture della cattedrale

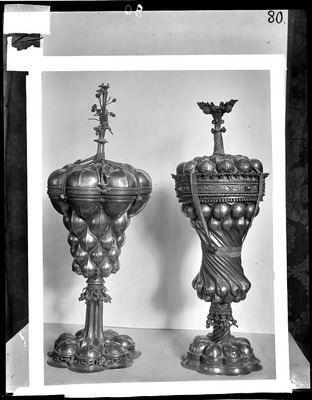
Coppia di pissidi

Il percorso espositivo del museo diocesano attualmente si sviluppa in diversi spazi, collegati tra loro dall'attraversamento del duomo e del Palazzo Papale:
- il Museo del Tesoro del Duomo, ospitato nel battistero di San Giovanni in Fonte;
- le sagrestie adiacenti alla cripta della Cattedrale;
- il lapidario, collocato nel vestibolo che dalla cripta conduce al Palazzo Vescovile;
- la Pinacoteca diocesana, allestita nel salone delle Udienze del Palazzo Vescovile.

Pianta della basilica superiore (con il battistero)
Pianta della basilica inferiore (con le sagrestie ed il lapidario)
Pianta del primo piano del Palazzo Vescovile (con la pinacoteca)

### Museo del Tesoro del Duomo
Nel battistero di San Giovanni in Fonte si trova il Museo del Tesoro del Duomo.

### Sagrestie
Entrando nella Cattedrale e scendendo nella Basilica inferiore si raggiungono le sagrestie della Venerabile Compagnia delle Stimmate di San Francesco, dove sono esposti paramenti ed oggetti liturgici.

### Lapidario
L'ambiente che ospita il lapidario è immediatamente adiacente alle sagrestie ed è coperto da volte a crociera.

### Pinacoteca diocesana
Attraversando un vestibolo si arriva al Palazzo Vescovile e si sale al primo piano, dove nel salone delle udienze si trova la pinacoteca.